# Nokia 5200
Nokia 5200 – telefon komórkowy fińskiego koncernu Nokia. Telefon powstał w 2006 roku; miał spełniać funkcję przenośnego odtwarzacza mp3 i zgrabnego telefonu komórkowego.

## Funkcje telefonu
- Bluetooth 2.0 EDR
- IRDA (podczerwień)
- aparat cyfrowy 0.3 Mpx VGA [Zoom cyfrowy 4x]
- filmy wideo
- odtwarzacz mp3, AAC
- slot kart pamięci microSD
- radio FM
- Java
- gry
- przeglądarka www
- EDGE
- system S40